# Als je haar maar goed zit... Nr. 2
Als je haar maar goed zit... Nr. 2 is een verzamelalbum met daarop nummers van acht Nederlandse punkbands. De plaat verscheen een jaar na Als je haar maar goed zit met sterkere hardcore invloeden dan het eerste deel, dat meer Engelse invloeden heeft. De titel refereert aan het gelijknamige nummer van Frites Modern: Als je haar maar goed zit..., dat echter op beide delen ontbreekt. Rond het jaar 2000 verscheen een bootleg van dit album.

## Nummers
- A1 Pandemonium - Wir Fahren Gegen Nazis
- A2 Haemorrhoids - Government's Decision
- A3 Outlawz - El Salvador
- A4 B.G.K. - Video-Voodoo
- A5 Last Few - Revenge
- A6 Null A - Ratz!!
- A7 Pandemonium - Traffic Lights
- A8 Zmiv - Crime
- A9 Zmiv - Genocide
- A10 Zmiv - Loose It
- B1 Amsterdamned - Melting Pot
- B2 Amsterdamned - Murder
- B3 Amsterdamned - Sleep
- B4 B.G.K. - Cross Criminals
- B5 Haemorrhoids - Victims Of Society
- B6 Outlawz - Enola Gay / Anyway
- B7 Last Few - Narrow Minds
- B8 Null A - Arbeit Macht Frei
- B9 Outlawz - Dollars
- B10 Pandemonium - Bad Dream
- B11 Last Few - Suicide Commando
- B12 Haemorrhoids - Punk
- B13 Null A - Romansick